# علم ساموا الأمريكية

علم ساموا الأمريكية

علم ساموا الأمريكية تم اعتماده في 24 أبريل 1960. يرمز العقاب الأصلع الموجود على العلم إلى قوة العلاقة بين الولايات المتحدة وساموا الأمريكية. ويحمل العقاب الأصلع بين مخالبه الرموز التقليدية للسلطة بين قادة جزر ساموا. ويعد العلم الوحيد في العالم الذي يحتوي على مثلث واحد تقع قاعدته في الجهة اليمنى من العلم، بدلاً من اليسرى.